# کلیسای جامع نیوکاسل
کلیسای جامع نیوکاسل (انگلیسی: Newcastle Cathedral) یک کلیسای جامع در شهر نیوکاسل، انگلستان است.
این کلیسا که در سال ۱۰۸۰ بنیان‌گذاری شده در سال ۱۲۶۱ میلادی به علت آتش‌سوزی نابود و در سال ۱۳۵۰ دوباره ساخته و تکمیل شده است، کلیسای نیوکاسل در سال ۱۸۸۲ تبدیل به کلیسای جامع شده است.

## نگارخانه

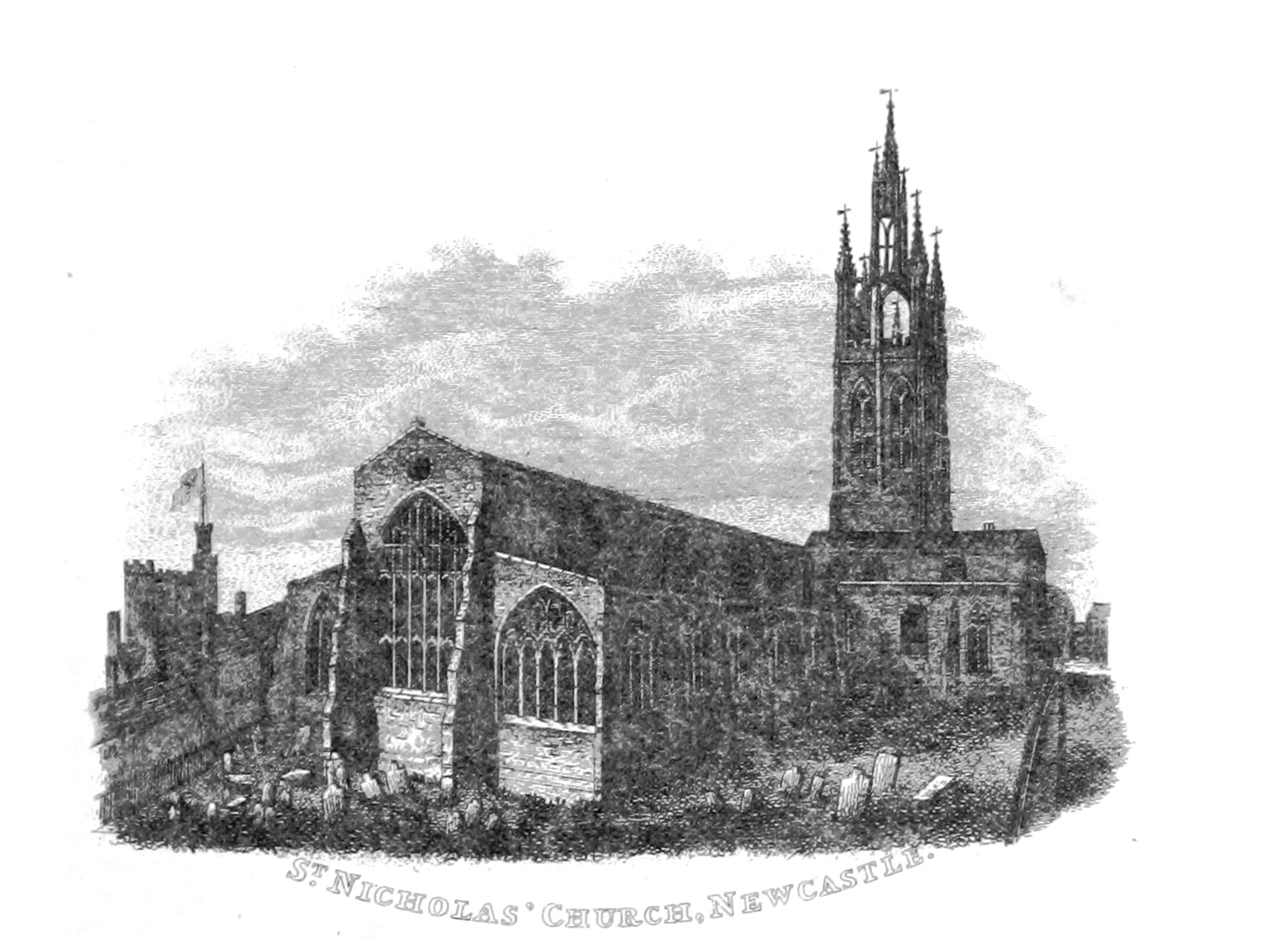
۱۸۴۲
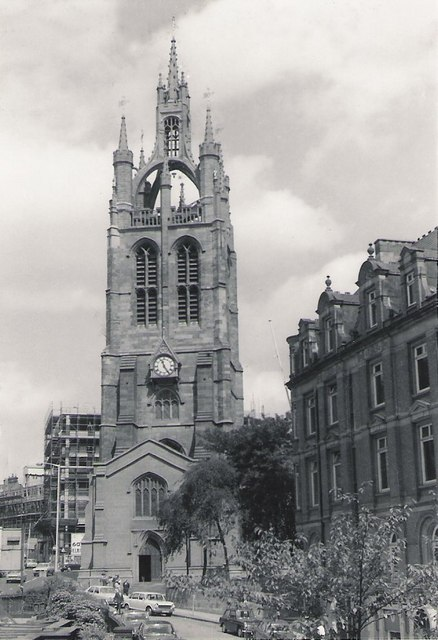
۱۹۷۷
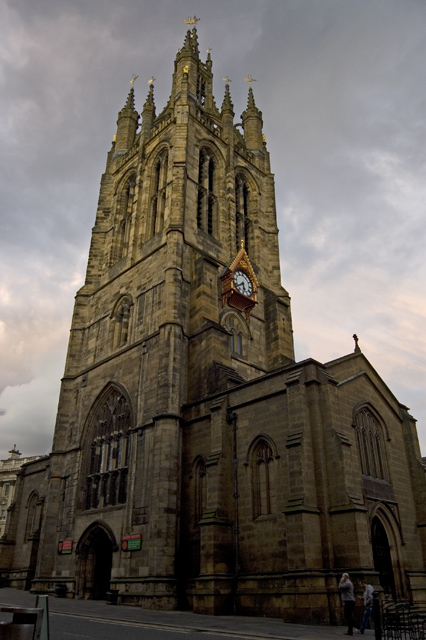
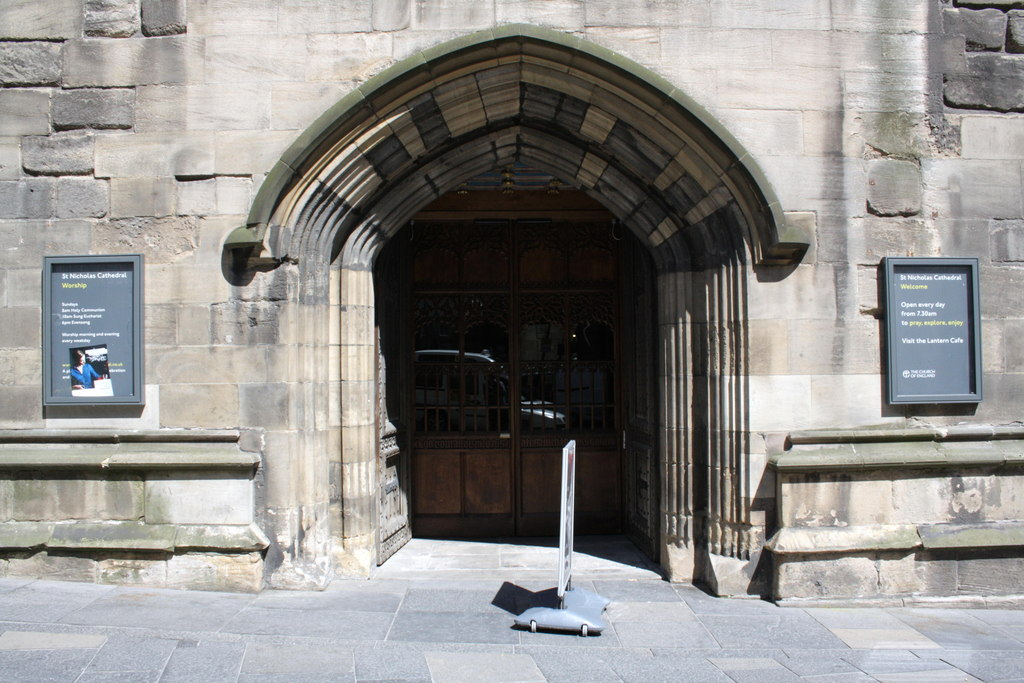
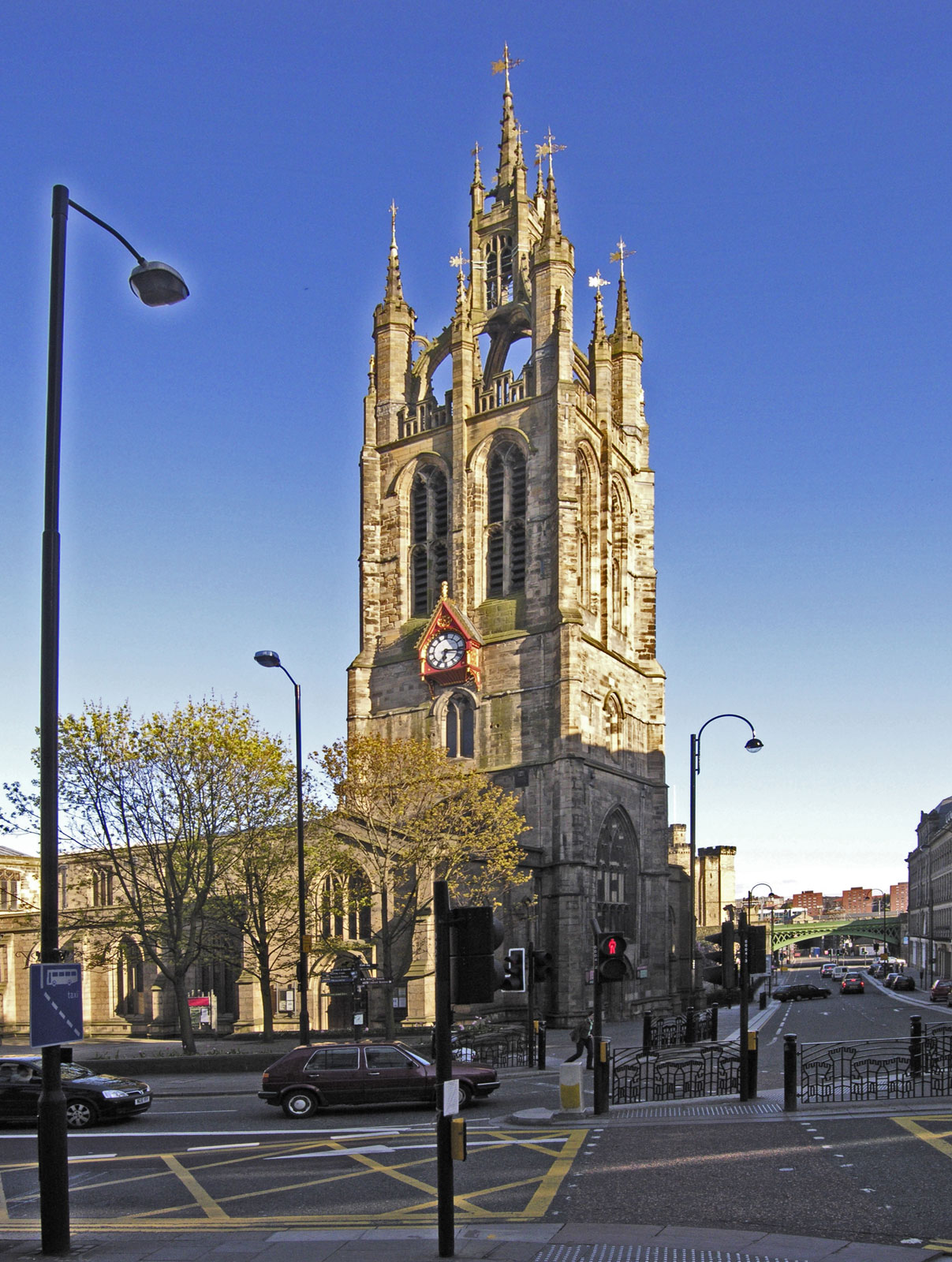
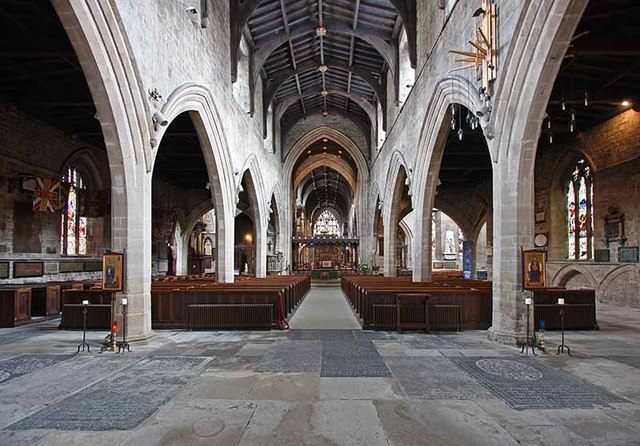
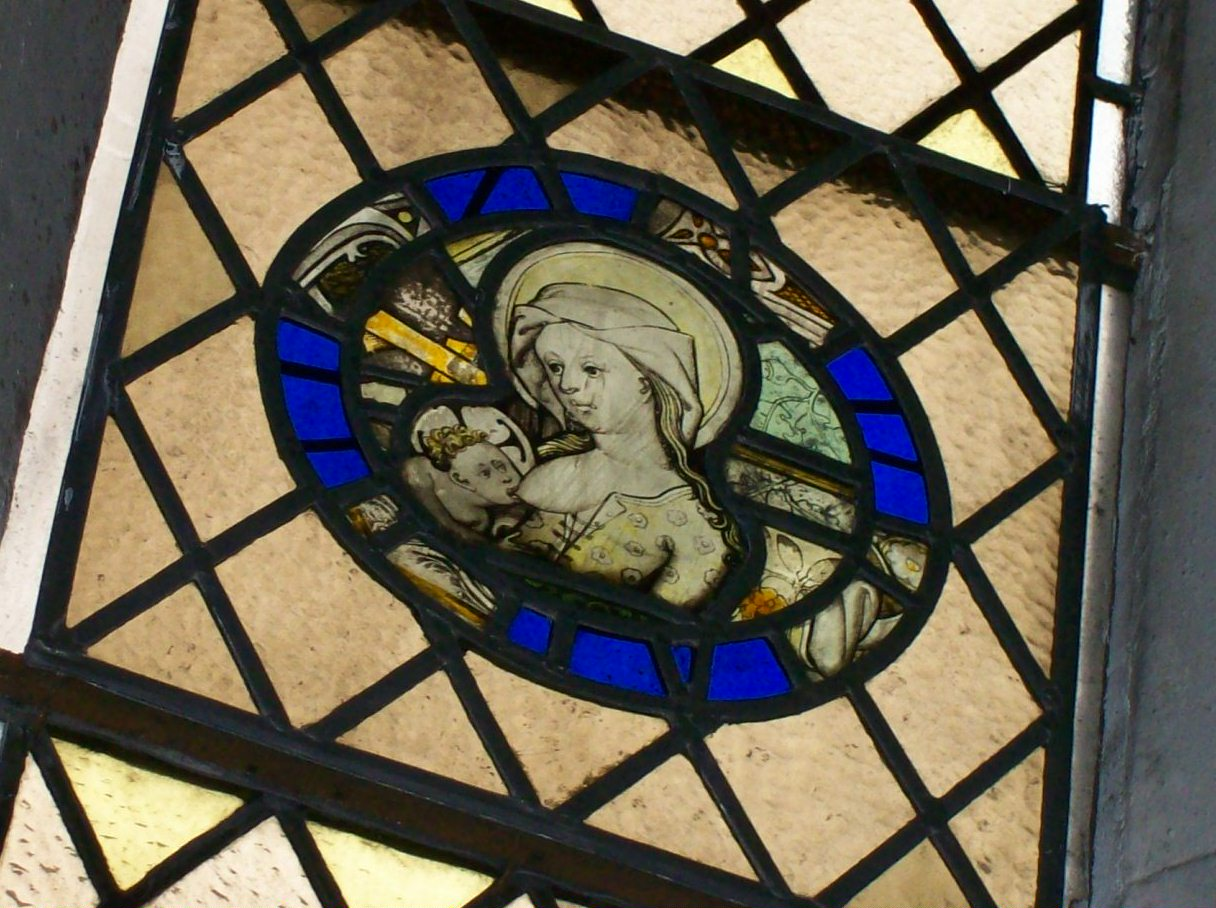
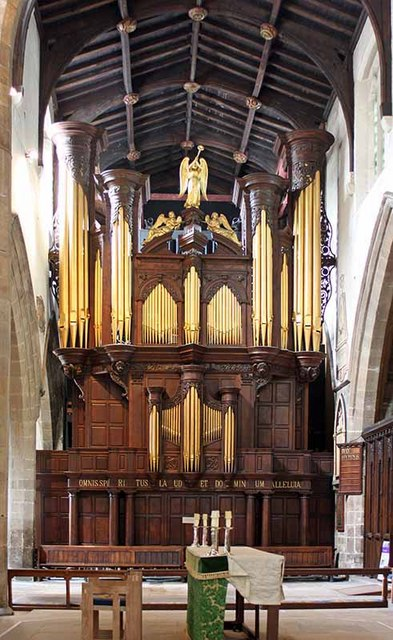
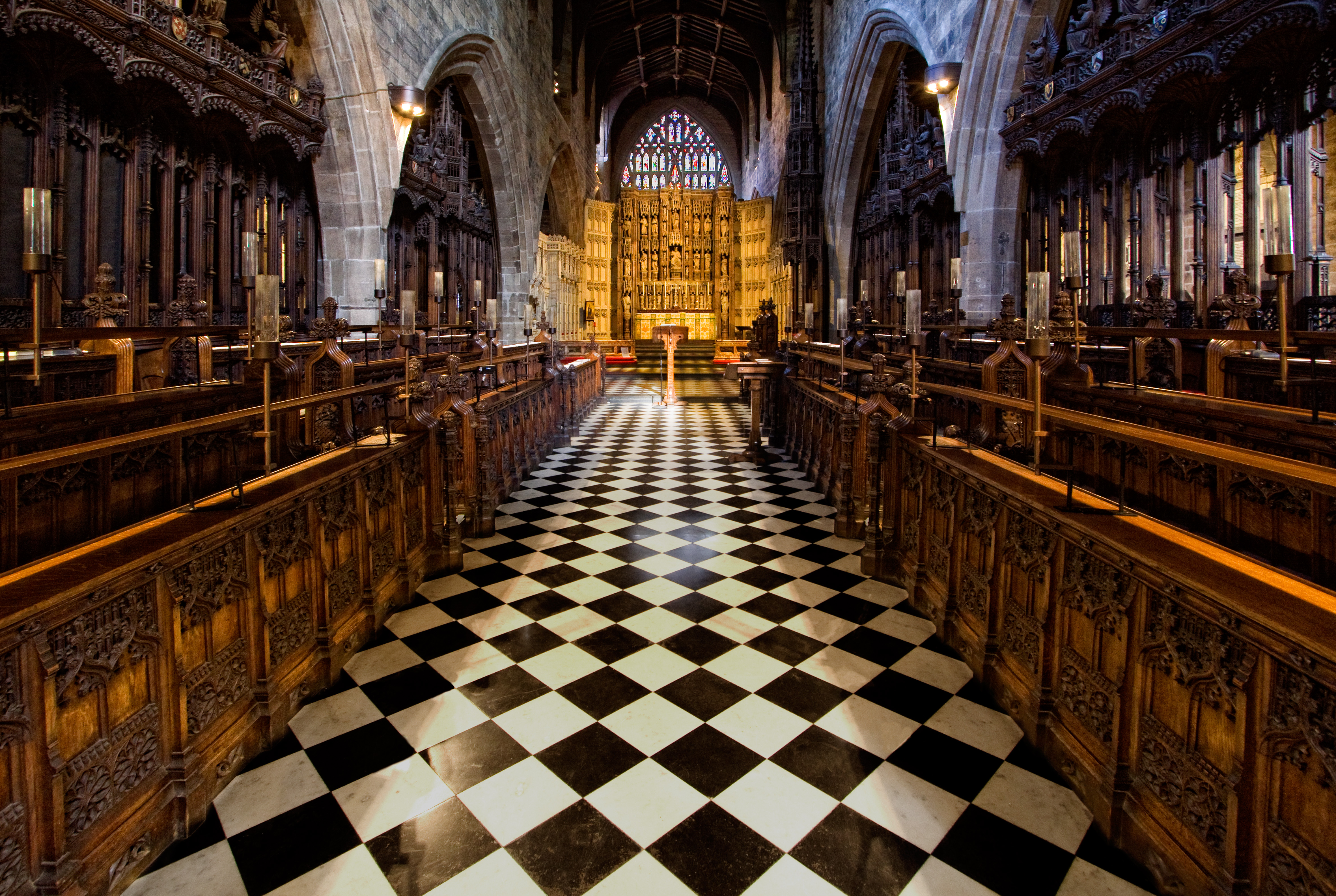
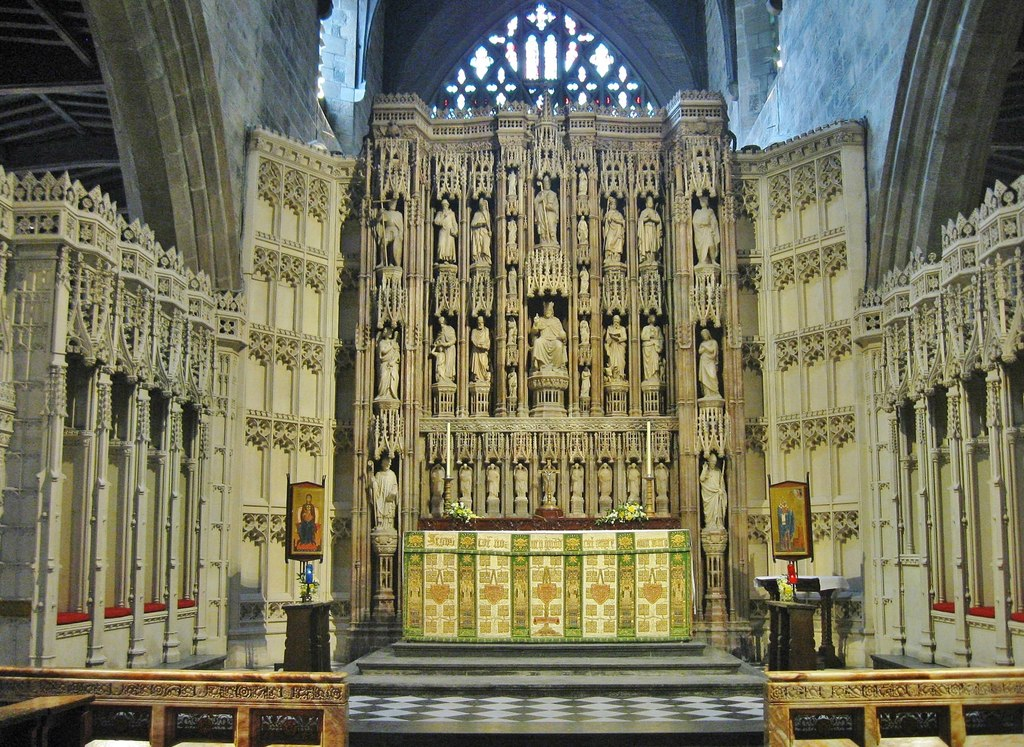
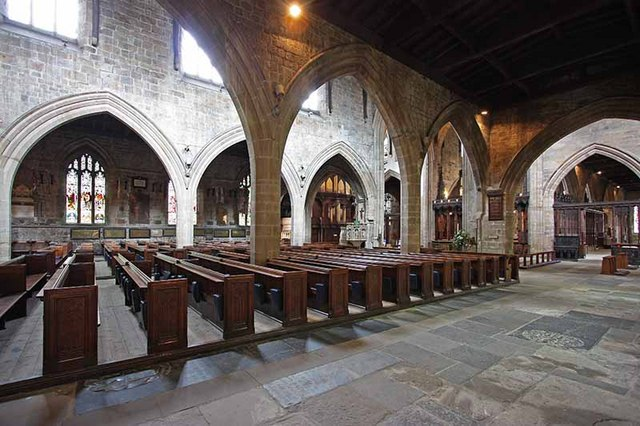
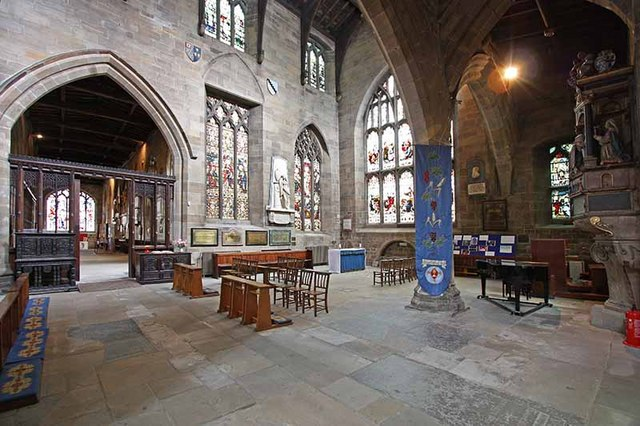